# 弗莱马勒
弗莱马勒（法語：Flémalle，法語發音：[flemal]）是比利时瓦隆大区列日省列日區的一个市镇，通行法语，是比利时法语社群的一部分，人口26,174人（2018年）。